# Olybrius (empereur)
Cet article possède un paronyme, voir Olibrius.
Olybrius (en latin : Anicius Olybrius Augustus), mort le 23 octobre ou le 2 novembre 472, est empereur de l'Empire romain d'Occident pendant quelques mois, proclamé le 23 mars et investi le 11 juillet 472.

## Nom
Il y a plusieurs dignitaires romains qui ont porté ce nom, dont un gouverneur d'Antioche et un autre de Gaule (existence non attestée), durant les années 250-270 (à préciser) qui auraient chacun martyrisé respectivement Sainte Marguerite d'Antioche et Sainte Reine, toutes deux vierges persécutées des débuts du christianisme qui présentent beaucoup de similitudes.

## Biographie
Descendant d'une riche famille sénatoriale, fils d'Anicius Probus, préteur en 424 (fils d'Anicius Hermogenianus Olybrius : schéma généalogique à cet article), et de sa femme Adelphia, Olybrius est fiancé en 454 à Aelia Galla Placidia la Jeune (441/442 - ap. 480), fille de l'empereur Valentinien III, mais les conflits d'influences à la cour font qu'elle sera fiancée deux fois encore à d'autres prétendants au pouvoir avant de l'épouser.
En 455, lors du second sac de Rome par les Vandales, leur roi, Genséric, prend en otage la veuve de Valentinien III et ses deux filles. Genséric utilise ses otages pour trouver des prétextes de guerre. Il accuse Léon Ier d'avoir confisqué les biens de Licinia Eudoxia revenant de droit à Eudoxie et donc à Hunéric ; il réclame la dot de sa belle-fille et les rançons de sa mère et de sa sœur Placidie.
Olybrius s'est enfui à Constantinople où il cherche à faire libérer sa promise pendant sept ans. Genséric apprécie les qualités d'Olybrius, au point qu'il libère en 462 Galla Placidia la Jeune et sa mère qui s'installent à Constantinople. Elle épouse Olybrius et ils s'installent dans un palais situé le long de la branche nord de la Mésè, Ta Olybriou, au sud-est du quartier des Constantianae. Ils y ont une fille, Anicia Juliana. En 464, Olybrius est nommé consul pour l'Empire romain d'Orient.
En 465, à la mort de l'empereur d'Occident Libius Severus, Genséric et l'empereur d'Orient Léon Ier envisagent de nommer Olybrius empereur ; finalement Léon Ier lui préfère son général Anthémius.
En 472, le patrice Ricimer entre en conflit ouvert avec Anthémius. Contre lui, il appelle Olybrius, qui bénéficie d'une certaine légitimité comme gendre de Valentinien III, et dispose de l'appui de la classe sénatoriale et de Genséric. Olybrius débarque en Italie et est proclamé empereur devant Rome assiégée en mars ou avril 472. Le 11 juillet 472, la ville tombe et Anthémius est exécuté sur ordre du vainqueur.
Mais une fois Anthémius tué, Ricimer, commandant de l'armée d'Italie, meurt en août 472. Olybrius le remplace par le jeune prince burgonde Gondebaud, neveu de Ricimer, avec le titre de patrice, afin de bénéficier du soutien des Burgondes.
Cependant le pouvoir d'Olybrius ne dépasse pas l'Italie, et l'empereur d'Orient Léon Ier ne le reconnaît pas, puisqu'il a détrôné son protégé Anthémius.
Le nouvel empereur n'a guère le temps de régner : il meurt à son tour en octobre ou novembre 472, d'hydropisie. Gondebaud reste seul maître de l'Italie, mais son origine barbare lui interdit le titre impérial. Gondebaud attend quatre mois avant de trouver le successeur d'Olybrius, et place Glycérius à la tête de l'empire d'Occident.

## Postérité
Le terme olibrius vient certainement de l'image qu'a retenue l'historiographie de ce, ou ces personnages plus ou moins historiques portant le même nom (par syncrétisme). Côté bande dessinée, on trouve un personnage caricatural du même nom (avec un i) dans les aventures d'Astérix le Gaulois ainsi que dans les anathèmes du Capitaine Haddock.